# Benediction
I Benediction sono una band death metal britannica fondata nel 1989 a Birmingham, Inghilterra.

## Storia del gruppo
I membri fondatori sono Paul Adams, Peter Rewinsky, Darren Brookes e Mark "Barney" Greenway.
Con il demo The Dreams You Dread, uscito nel 1989, suscitano l'interesse della label Nuclear Blast Records che propone loro un contratto. Il primo album, intitolato Subconscious Terror, viene pubblicato nel 1990. Nel 1991 Mark "Barney" Greenway lascia la band per approdare ai Napalm Death. Il debutto viene accolto bene e il nuovo cantante, Dave Ingram, viene trovato subito. Sempre nel 1991 la band effettua un lungo tour con Bolt Thrower e Nocturnus.
Il secondo album, The Grand Leveller, vede la luce nel 1991 e sempre in quell'anno, durante la fase di registrazione e missaggio dell'album stesso, la band va in tour con i Massacra e successivamente con i Dismember. Dopo questo tour Paul Adams lascia il gruppo. La band torna in studio nel dicembre 1991, con Darren Brookes al basso e alla chitarra, per registrare l'EP Dark Is the Season che include la cover degli Anvil Forged in Fire. Nel 1992 la band torna in tour con Asphyx e Bolt Thrower. Nello stesso anno la band trova il nuovo bassista, Frank Healy, già chitarrista dei Cerebral Fix ed ex membro dei Napalm Death.
Nel 1993 i Benediction pubblicano il terzo album, Transcend the Rubicon. L'album è seguito dall'intenso tour World Violation con Cemetary e Atheist attraverso Europa, USA, Canada e Israele. Dopo il tour Ian Treacy abbandona la band per divergenze musicali.
Dopo l'EP The Grotesque / Ashen Epitaph, il quale include 2 nuove canzoni e 3 tracce live, Neil Hutton viene reclutato come nuovo membro con un "battesimo" di 12 date nel Nuclear Blast New Year Festivals, svoltosi nel 1995, che tocca stati come Germania, Paesi Bassi, Austria, Svizzera, e Repubblica Ceca. Viene inoltre completato il quarto full-length intitolato, come il demo di debutto, The Dreams You Dread.
La band, sotto esplicita richiesta di Chuck Schuldiner, inizia una relazione con i Death nelle attività live.
L'album successivo, Grind Bastard, esce nel 1998. Nello stesso anno vi è l'avvicendamento al microfono tra Dave Ingram e Dave Hunt, già cantante di Mistress e Anaal Nathrakh.
Organised Chaos esce nell'ottobre 2001 sempre per Nuclear Blast e sempre con Andy Sneap dietro la consolle. Segue un tour nel 2002, l'ennesimo con i Bolt Thrower, e un'apparizione al Gods of Metal a Milano.
Il 22 agosto 2008 esce Killing Music, settimo album in studio della band .
Il 2 maggio 2019 il cantante Dave Hunt decide di uscire dal gruppo per via dei tanti impegni musicali e personali che non gli consentono di dedicare ai Benediction il tempo necessario. Al suo posto rientra in formazione Dave Ingram, già cantante della band tra il 1990 e il 1998.

## Formazione

### Formazione attuale
- Dave Ingram - voce (1990-1998, 2019-presente)
- Darren Brookes - chitarra (1989-presente)
- Peter Rewinsky - chitarra (1989-presente)
- Dan Bate - basso (1992-presente)
- Giovanni Durst - batteria (2019-presente)

### Ex componenti
- Mark "Barney" Greenway - voce (1989-1991)
- Ian Treacy - batteria (1989-1993)
- Paul Adams - basso (1989-1991)
- Paul Brooks - batteria (1994)
- Dave Hunt - voce (1998-2019)
- Frank Healy - basso (1991-2017)
- Neil Hutton - batteria (1994-2007)
- Ash Guest - batteria (1994-2005, 2007-2019)

### Turnisti
- Scott Fairfax - chitarra (2015-presente)
- Nicholas Barker - batteria (2005-2009, 2010-2011)
- Perra Karlsson - batteria (2011-2013)
- Simon Harris - basso (1992-1993)

## Discografia

### Album in studio
- 1990 – Subconscious Terror
- 1991 – The Grand Leveller
- 1993 – Transcend the Rubicon
- 1995 – The Dreams You Dread
- 1998 – Grind Bastard
- 2001 – Organised Chaos
- 2008 – Killing Music
- 2020 – Scriptures

### Demo
- 1989 – The Dreams You Dread

### EP
- 1992 – Experimental Stage
- 1992 – Dark Is the Season
- 1994 – The Grotesque / Ashen Epitaph

### Split
- 1990 – Confess All Goodness (con i Pungent Stench)
- 1993 – Nightfear (con Mortification, Gorefest e Macabre)
- 2001 – The Temple of Set (con i Pungent Stench)